# Косякин, Константин Юрьевич
Константин Юрьевич Косякин (18 января 1947 — 10 августа 2013, Москва) — российский политический деятель левого направления, член совета и исполкома Левого Фронта, координатор движения «Моссовет», один из организаторов протестных акций Стратегия-31, День Гнева и других. Депутат Национальной ассамблеи.

## Биография
Получив специальность горного инженера, работал проходчиком на Мосметрострое. С 1977 года работал в Минуглепроме, где занимал должности инженера, главного специалиста, заместителя директора по строительству угольного комплекса в зоне БАМа.
В 1999—2004 годах был членом московского горкома КПРФ. В 2004 году вышел из компартии после внутрипартийного скандала, вызванного конфликтом между лидером КПРФ Геннадием Зюгановым и исключённым из партии Геннадием Семигиным.
В конце 2000-х годов фамилия Косякина упоминалась в связи с его участием в деятельности левой организации «Авангард красной молодёжи», возглавляемой Сергеем Удальцовым. Вместе с Удальцовым Косякин как член АКМ работал в Национальной ассамблее — созданной в мае 2008 года организации, включавшей представителей ряда оппозиционных движений.
С конца 2000-х годов в качестве представителя «Левого фронта» неоднократно был в числе заявителей протестных акций, сам принимал в них активное участие и задерживался полицией.
В феврале 2010 года вошёл в политсовет новой партии «РОТ фронт».
В 2010 году Конституционный суд РФ отклонил жалобу Косякина на ряд положений закона «О собраниях, митингах, демонстрациях, шествиях и пикетированиях».
31 декабря 2010 года вместе с другими оппозиционными политиками был задержан на акции «Стратегия-31» и приговорен к десяти суткам административного ареста. По словам Сергея Удальцова, «… больного, по сути дела, человека с проблемами со здоровьем, немолодого отправили за решетку. Это, конечно, чудовищно, на мой взгляд. Все эти 10 суток его состояние здоровья было, конечно, далеко от нормального, к нему два раза приезжала „скорая“ по его просьбе, потому что было ухудшение здоровья, боли в желудке довольно сильные. По сути дела, это такая форма пыток». Правозащитная организация Международная амнистия объявила его тогда узником совести.
Константин Косякин скончался в Москве 10 августа 2013 года после нескольких лет заболевания раком. В церемонии прощания с Косякиным в морге Боткинской больницы приняли участие около ста человек, среди них Анастасия Удальцова, Эдуард Лимонов, Дарья Митина, Константин Янкаускас, Владимир Тор. Присутствующие выступили с короткими речами. Работники ритуального зала пытались запретить политические выступления. Похоронен на Хованском кладбище.
Прошедшая в Москве 31 августа 2013 года акция Стратегии-31 была посвящена памяти Константина Косякина. Его портрет был вывешен на колоннах Концертного зала имени Чайковского.

## Мнения о Косякине
По оценке Ежедневного журнала, «был вторым по заметности после Сергея Удальцова» среди деятелей ЛФ.
Сергей Аксенов: «Помню, когда мы собирали оргкомитет Стратегии-31, Сергей Удальцов позвонил и сказал, что от них, от Левого фронта, будет некто Косякин. „А он нормальный?“ — спросил я, имея в виду, возможно ли с ним делать дело. Костантин оказался „нормальнее“ многих. Он в загон не ходил».
Сергей Удальцов о смерти Косякина: «Ему было 66 лет, однако по активности и энергичности он давал фору многим молодым людям. Это большая потеря для всего гражданского движения».
Эдуард Лимонов о смерти Косякина: «Ушёл упрямый, сильный, честный, советского производства человек. Человек твёрдых убеждений и твёрдых принципов…
У него была совесть, у него присутствовало достоинство. Я потерял верного товарища».